# Посібник з виживання серед зомбі
Посібник з виживання серед зомбі (англ. The Zombie Survival Guide) — опублікована в 2003 році жартівливо-фантастична інструкція з виживання у разі уявного нападу зомбі. Її автор, Макс Брукс, виклав детальні плани для пересічного громадянина як вижити під час повстань зомбі різної інтенсивності.

## Зміст
Книга складається з семи розділів та додатку.
Перша глава називається «Міфи та реальність». Вона встановлює специфічні засадничі правила, які надалі часто згадуються. Багато уваги у розділі приділяється вигаданому вірусові «Solanum», який і спричинив появу зомбі, питанням його поширення, лікування і чому зомбі-інфекція діє тільки на людей.
Друга глава називається «Зброя і методи боротьби». В ній розглядається зброя яка може опинитися під рукою читача та способи її ефективного застосування у боротьбі з зомбі.
У третій главі «Про оборону» описуються варіанти індивідуального перебування в укріплених місцях. Особлива увага надається перебуваючим в облозі.
Четверта глава «Про втечу» досліджує ситуацію з нападами нежиті під час подорожей.
Глави 3 та 4 зосереджуються на способах уникнути сутичок з зомбі, тоді як глава 5 під назвою «В атаку» про те, як привернути увагу зомбі, щоб забезпечити їх знищення.
Розділ 6 фокусується на виживанні під час подій, що розгортаються за сценарієм «Кінця світу» (англ. doomsday scenario), коли зомбі є домінуючою популяцією на Землі. Поради тут подібні до наданих у попередніх розділах, але надаються у розрахунку на довготривалу боротьбу, особливо в облозі.
Керівництво містить фіктивні документи про спалахи повстань та нападів зомбі упродовж історії. Найстаріша згадка — 60 000 р. до н. е. в провінції Катанга, Центральна Африка, хоча сам автор виражає сумніви у її правдивості. В доповнення він надає свідчення про напад зомбі в 3000 р. до н. е. в Хієраконполісі (англ. Hieraconpolis), Єгипет, як перший доведений спалах зомбі-вірусу. Останній спалах, згідно з книгою, відбувся в 2002 р. в місті Сент Томас, Віргінські острови.
Журнальна секція вміщує вступ до наступного роману «Світова війна Z» (англ. World War Z), про те як група зомбі з'явилася в Китаї, який зображується джерелом інфекції.
Додаток має форму зразку «Журналу про спалах хвороби», де автор змальовує вигадане висвітлення нападу зомбі в новинах. Прикінцеві сторінки порожні, призначені для того, щоб читач вів на них власний щоденник виживання серед зомбі.

## Solanum
Причиною спалахів зомбі-інфекції є вигаданий вірус Solanum. Він не передається повітряно-крапельним шляхом, а тільки через прямий контакт з фізіологічною рідиною (наприклад укус), що спричинює 100 % летальний результат. Solanum перетворює мозок жертви в особливий орган, що не потребує ні води, ні кисню, ні їжі для життя. Тіло наповнюється токсинами, які заважають швидкому розкладу. Потім Solanum починає контролювати рухи жертви; вона стає зомбі.